# Gold Coast (Australia)
Gold Coast (en español: Costa de Oro o Costa Dorada) es una ciudad y región costera australiana de aproximadamente 70 kilómetros al sur de Brisbane, en el estado de Queensland. En los últimos 50 años se ha transformado de un conjunto de pueblos aislados en una zona urbana, con una población estimada en el censo de 2016 de 638,090 — actualmente la séptima ciudad más poblada de Australia — y el destino turístico más visitado del mismo. El Consejo de South Coast cambió el nombre a Gold Coast en 1958 y Queensland la proclamó oficialmente la ciudad de Gold Coast el 16 de mayo de 1959.
La región de Gold Coast permaneció en gran parte deshabitada por los europeos hasta 1823 cuando el explorador John Oxley aterrizó en Mermaid Beach. A mediados del siglo XIX, el suministro de cedro rojo atrajo a la gente a la zona. Más tarde, en 1875, Southport, Queensland fue inspeccionado y establecido y creció su reputación como un destino vacacional aislado para los residentes adinerados de Brisbane.
Después del establecimiento del Hotel Surfers Paradise a fines de la década de 1920, la región de Gold Coast creció significativamente. El área creció en la década de 1980 como un destino turístico líder y en 1994 la Ciudad de Gold Coast se amplió para abarcar la mayor parte del área metropolitana de la Costa Dorada, convirtiéndose en la segunda área de gobierno local más poblada de Australia después de la Ciudad de Brisbane.
Hoy en día, Gold Coast es un importante destino turístico con su soleado clima subtropical y se ha hecho muy conocido por sus playas, su perfil alto dominado, parques temáticos, vida nocturna, y selva tropical. La ciudad forma parte de la industria del entretenimiento de la nación con producciones televisivas y una importante industria cinematográfica, lo que ha hecho que sea conocida como Goldywood, en alusión a Hollywood. No en vano, en Gold Coast se entregan los Premios de la Academia Australiana de Cine y Televisión y se celebra un Festival de Cine. Igualmente, cuenta con una creciente industria de videojuegos y lidera Australia en número de empresas emergentes per cápita.
Por otra parte, la ciudad organizó los XXI Juegos de la Mancomunidad que se desarrollaron del 4 al 15 de abril de 2018.

## Historia
El Capitán James Cook fue el primer europeo en constatar la región cuando recorrió la costa el 16 de mayo de 1770 a bordo del HMB Endeavour. Por su parte, el Capitán Matthew Flinders, un explorador británico que trazó el norte del continente desde la colonia de Nueva Gales del Sur, llegó en 1802. La región se mantuvo habitada, principalmente, por europeos hasta 1823, cuando el explorador John Oxley llegó a Mermaid Beach, zona que recibió el nombre del barco en el que arribó.
Un tipo de árbol muy concreto de la zona, el Toona ciliata, atrajo a un gran número de nuevos habitantes a la zona a mediados de los años 1800. El barrio occidental de Nerang se estudió y estableció como base industrial. Más tarde, en 1875, Southport se convirtió, rápidamente, en principal destino turístico para la clase acomodada de Brisbane.
En 1925 el turismo experimentó un rápido crecimiento cuando Jim Cavill inauguró el Hotel Surfers Paradise, que transformó la zona en el barrio de Circle on Cavill, con el centro comercial Towers of Chevron Renaissance y una serie de complejos de apartamentos. La población creció regularmente apoyada en la industria del turismo y, en los años 1940, los especuladores inmobiliarios y los periodistas se refirieron a la zona como "Gold Coast". Pese a ello, el origen del nombre es aún objeto de debate. El nombre fue aplicado a la zona de manera oficial en 1958, cuando el área del gobierno local que cubría Southport y Coolangatta fue renombrado Gold Coast, aunque el área urbana y el área de gobierno local nunca han tenido los mismos límites.
Durante los años 1970, los promotores inmobiliarios adquirieron un papel dominante en política local y los rascacielos comenzaron a predominar en la zona ahora conocida como Surfers Paradise y con la construcción del aeropuerto en 1981.
En 2007 Gold Coast superó en población a Newcastle, Nueva Gales del Sur para convertirse en la sexta ciudad más grande de Australia y la mayor ciudad no capital.

## Geografía

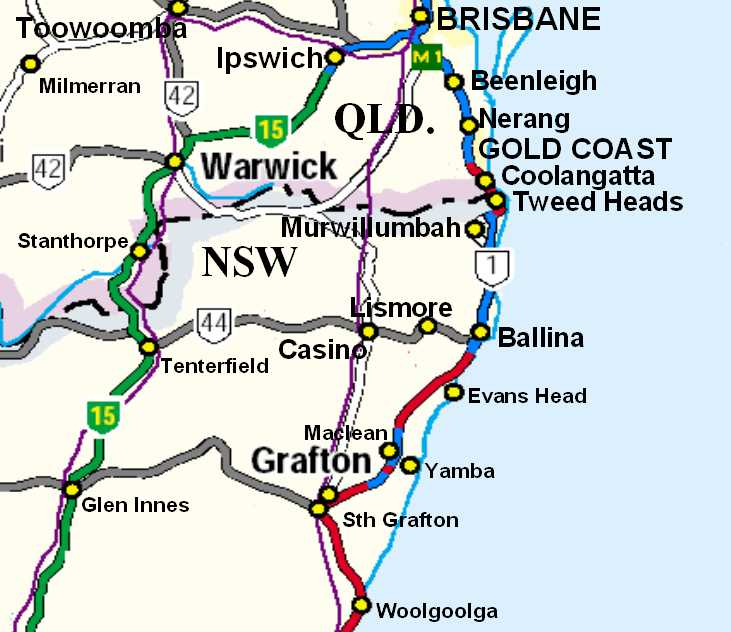
La Costa Dorada tiene acceso desde Brisbane por la Autopista del Pacífico M1 (azul).

Gold Coast está ubicada en la esquina sudeste de Queensland, al sur de Brisbane, la capital del estado. Está separada de la Ciudad Logan, una zona suburbana de Brisbane, por el río Albert. En ese punto la ciudad de Gold Coast se extiende desde Yatala y Russell Island hasta la frontera con Nueva Gales del Sur, aproximadamente a 56 kilómetros al sur, y se extiende al oeste hasta las estribaciones de la Gran Cordillera Divisoria, en el parque nacional Lamington. Ahí han grabado películas y series Como H2o Just Add Water y Blue Water High.
La localidad más al sur es Coolangatta que incluye el faro de Punto Peligro. Este es el punto continental más al este de Queensland (Point Lookout en la isla de Stradbroke es ligeramente más al este). Desde Coolangatta, cerca de 40 km de instalaciones turísticas y playas para surf se extienden hacia el norte hasta las localidades de Southport y Surfers Paradise, que en conjunto forman la parte comercial de la Costa Dorada. El área administrativa del Consejo de Ciudad Costa Dorada llega por el norte hasta Beenleigh.
El río más grande del área es el río Nerang. Gran parte de los terrenos entre la franja costera y la zona tributaria del río fueron alguna vez terreno húmedo drenado por el río, pero los pantanos han sido convertidos en vías fluviales artificiales (cerca de 260 km de canales, es decir, 9 veces la longitud de los canales de Venecia, Italia). Se han creado también islas artificiales que se han convertido en palacios modernos. La franja costera altamente desarrollada se asienta en una estrecha barrera de arena entre la zona húmeda y el mar.
Al oeste, la ciudad limita con parte de la Gran Cordillera Divisoria, comúnmente conocida como el interior de Gold Coast. Una parte de 206 km² de la cordillera está protegida por el parque nacional Lamington, declarado Patrimonio de la Humanidad por sus "excelentes características geológicas alrededor de cráteres volcánicos protegidos y el alto número de raras y amenazadas especies". La zona es muy popular entre excursionistas.

### Clima
Gold Coast experimenta un clima subtropical húmedo (clasificación de clima de Köppen Cfa), con inviernos cálidos y veranos calurosos y húmedos. La ciudad experimenta precipitaciones veraniegas sustanciales, principalmente concentradas en tormentas eléctricas y lluvias intensas, con eventos de lluvia que ocasionalmente duran unas pocas semanas, mientras que el invierno es con poca lluvia. Las temperaturas extremas registradas en Gold Coast oscilaron entre 0,6 °C, el 18 de junio de 2018 y 40,5 °C, el 22 de febrero de 2005, aunque la ciudad rara vez experimenta temperaturas por encima de 35 °C en verano o por debajo de 5 °C en invierno. La temperatura promedio del mar en Surfers Paradise varía de 21.5 °C en julio y agosto a 27.1 °C en febrero.
| Parámetros climáticos promedio de Gold Coast | Parámetros climáticos promedio de Gold Coast | Parámetros climáticos promedio de Gold Coast | Parámetros climáticos promedio de Gold Coast | Parámetros climáticos promedio de Gold Coast | Parámetros climáticos promedio de Gold Coast | Parámetros climáticos promedio de Gold Coast | Parámetros climáticos promedio de Gold Coast | Parámetros climáticos promedio de Gold Coast | Parámetros climáticos promedio de Gold Coast | Parámetros climáticos promedio de Gold Coast | Parámetros climáticos promedio de Gold Coast | Parámetros climáticos promedio de Gold Coast | Parámetros climáticos promedio de Gold Coast |
| Mes                                          | Ene.                                         | Feb.                                         | Mar.                                         | Abr.                                         | May.                                         | Jun.                                         | Jul.                                         | Ago.                                         | Sep.                                         | Oct.                                         | Nov.                                         | Dic.                                         | Anual                                        |
| -------------------------------------------- | -------------------------------------------- | -------------------------------------------- | -------------------------------------------- | -------------------------------------------- | -------------------------------------------- | -------------------------------------------- | -------------------------------------------- | -------------------------------------------- | -------------------------------------------- | -------------------------------------------- | -------------------------------------------- | -------------------------------------------- | -------------------------------------------- |
| Temp. máx. abs. (°C)                         | 38.5                                         | 40.5                                         | 36.3                                         | 33.3                                         | 29.4                                         | 27.1                                         | 26.8                                         | 28.5                                         | 33.0                                         | 36.8                                         | 35.5                                         | 39.4                                         | 40.5                                         |
| Temp. máx. media (°C)                        | 28.5                                         | 28.4                                         | 27.7                                         | 25.7                                         | 23.4                                         | 21.3                                         | 21.1                                         | 21.6                                         | 23.7                                         | 25.2                                         | 26.5                                         | 27.7                                         | 25.1                                         |
| Temp. mín. media (°C)                        | 21.8                                         | 21.8                                         | 20.6                                         | 18.3                                         | 15.4                                         | 13.1                                         | 12.0                                         | 12.5                                         | 14.8                                         | 17.0                                         | 18.7                                         | 20.4                                         | 17.2                                         |
| Temp. mín. abs. (°C)                         | 17.2                                         | 17.2                                         | 13.4                                         | 8.9                                          | 6.6                                          | 3.8                                          | 2.5                                          | 4.2                                          | 8.3                                          | 10.0                                         | 8.2                                          | 14.7                                         | 2.5                                          |
| Precipitación total (mm)                     | 106.6                                        | 169.1                                        | 89.2                                         | 109.3                                        | 115.6                                        | 123.3                                        | 44.6                                         | 58.2                                         | 45.7                                         | 92.6                                         | 145.8                                        | 124.9                                        | 1218.2                                       |
| Días de precipitaciones (≥ 1 mm)             | 14.3                                         | 13.6                                         | 14.0                                         | 12.0                                         | 12.0                                         | 11.2                                         | 7.6                                          | 7.4                                          | 8.5                                          | 10.3                                         | 12.5                                         | 11.9                                         | 135.3                                        |
| Fuente: 12 de septiembre de 2009             |                                              |                                              |                                              |                                              |                                              |                                              |                                              |                                              |                                              |                                              |                                              |                                              |                                              |

## Demografía y división administrativa

### Población
La ciudad ha tenido un gran crecimiento poblacional y tiene 853 439* habitantes

### Idiomas
La población de Gold Coast habla los siguientes idiomas.
| Idioma   | Gold Coast | %     | Australia  | %     |
| -------- | ---------- | ----- | ---------- | ----- |
| Inglés   | 335 134    | 83.2% | 15 581 333 | 78.5% |
| Japonés  | 3 721      | 0.9%  | 35 111     | 0.2%  |
| Mandarín | 2 725      | 0.7%  | 220 601    | 1.1%  |
| Italiano | 2 283      | 0.6%  | 316 890    | 1.6%  |
| Cantonés | 2 240      | 0.6%  | 244 553    | 1.2%  |
| Alemán   | 2 026      | 0.5%  | 75 636     | 0.4%  |

### Suburbios/ Barrios

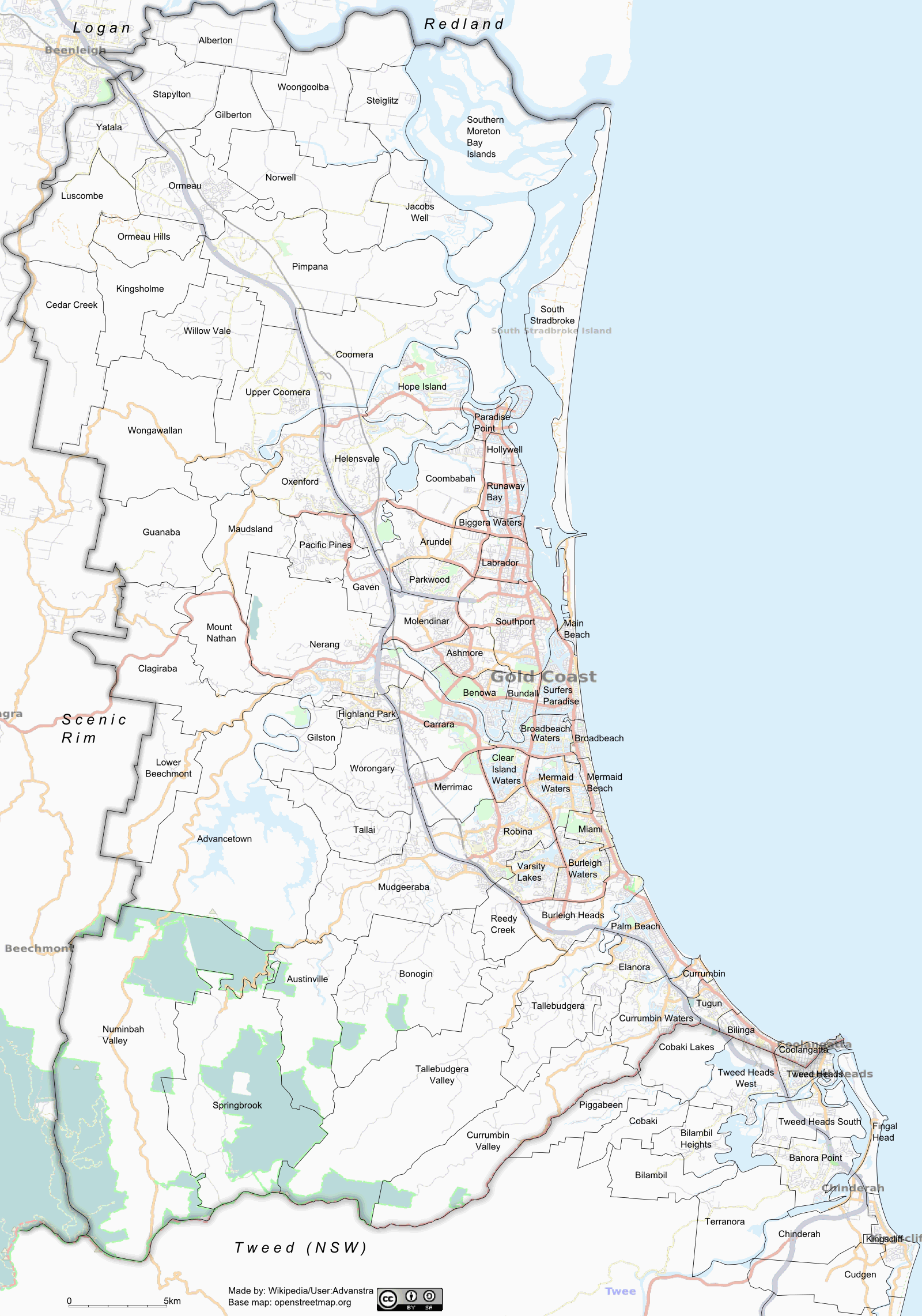
Mapa de los suburbios.

En la Costa de Oro se encuentran las localidades siguientes.
- Bundall
- Broadbeach Waters
- Burleigh Heads
- Carrara
- Coolangatta
- Helensvale
- Hope Island
- Main Beach
- Mermaid Beach
- Oxenford
- Paradise Point
- Robina
- Southport
- Surfers Paradise

## Gobierno
Administrativamente, Gold Coast es un área del gobierno local llamada Ciudad de la Costa Dorada. El Consejo de la Ciudad de Gold Coast tiene 14 concejales electos, cada uno de los cuales representa una división de la Ciudad. El empresario Tom Tate es el actual alcalde de Gold Coast, elegido por primera vez en 2012. Otros alcaldes han sido Ron Clake, Gary Baildon, Lex Bell, Ray Stevens, Ern Harley y Bruce Small, quien fue responsable del desarrollo de muchos de los canales, propiedades donde en la actualidad viven miles de residentes de Gold Coast.
A nivel estatal, el área de Gold Coast está representada por once miembros en la Asamblea Legislativa de Queensland. Los asientos que ocupan son: Bonney, Broadwater, Burleigh, Coomera, Currumbin, Gaven, Mermaid Beach, Mudgeeraba, Southport, Surfers Paradise y Theodore. A nivel federal, el área de Gold Coast se divide en cinco divisiones en la Cámara de Representantes: Fadden (norte), Moncrieff (centro) y McPherson(sur) se encuentran totalmente dentro de Gold Coast, mientras que Forde (noroeste) y Wright (suroeste) abarcan partes de Gold Coast y otras áreas del sureste de Queensland.
Políticamente, Gold Coast a menudo se ha inclinado a ser conservadora. Fue un bastión del Partido País durante la mayor parte de las primeras tres décadas después de la Segunda Guerra Mundial, pero la creciente urbanización lo ha convertido en un bastión liberal. Los laboristas históricamente sólo han tenido buenos resultados en Labrador y Coolangatta. De hecho, solo un miembro del Partido Laborista ha representado una parte significativa de la Costa Dorada a nivel federal desde 1949. Las tres divisiones de Gold Coast solo han tenido representantes liberales desde 1984. A nivel estatal, el Partido Laborista era bastante competitivo en la Gold Coast durante la mayor parte de la primera parte del siglo XXI. Sin embargo, como parte de su derrumbe masivo en las elecciones estatales de 2012, el Partido Nacional Liberal ganó todos los asientos. El LNP repitió su barrido de los asientos de Gold Coast en las elecciones de 2015, y retuvo todos menos uno de los asientos de Gold Coast en las elecciones estatales de 2017.
Southport Courthouse es el principal palacio de justicia de la ciudad y tiene jurisdicción para escuchar delitos penales y asuntos civiles de hasta 250 000 dólares australianos. En el Tribunal Supremo superior de Queensland, que se encuentra en Brisbane, se escuchan delitos gravables y asuntos civiles por encima de 250 000 dólares australianos. Hay tribunales de magistrados subsidiarios, también ubicados en los suburbios norte y sur de Beenleigh y Coolangatta.

## Economía

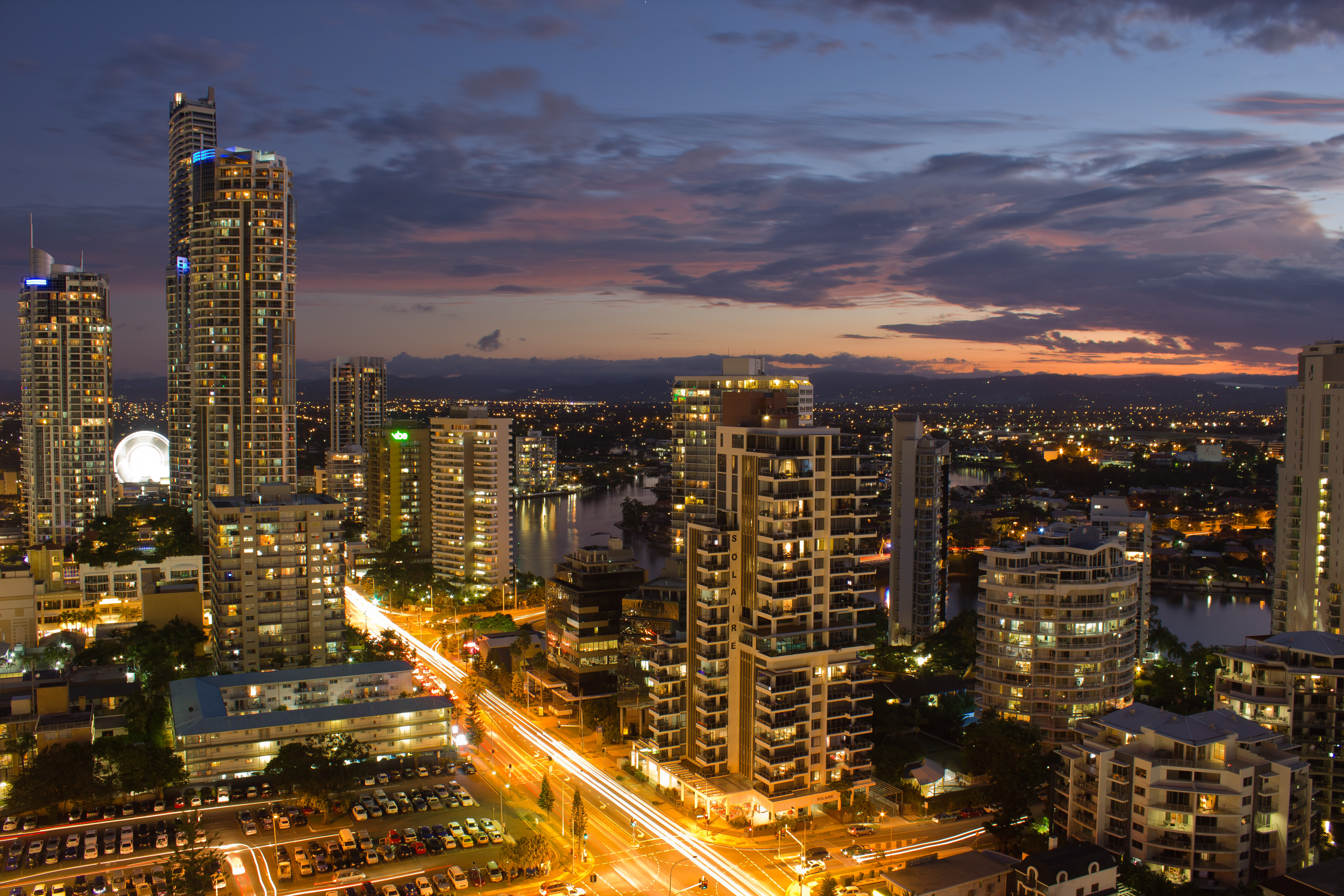
Edificios en Gold Coast de noche.

En cincuenta años, Gold Coast ha crecido desde un pequeño destino de vacaciones junto a la playa hasta la sexta ciudad más grande de Australia (y la ciudad no capital más poblada del país). Situada en el corredor de crecimiento del sudeste de Queensland, Gold Coast es una de las ciudades grandes de mayor crecimiento en Australia, con una tasa de crecimiento anual promedio de 5 años para 2015 de 1.8%, en comparación con el 1.5% a nivel nacional. El Producto Regional Bruto ha aumentado de a $ 9.7 mil millones en 2001 a  $ 15.6 mil millones en 2008, un aumento del 61 por ciento.
El turismo sigue siendo fundamental para la economía de Gold Coast, con casi 10 millones de visitantes al año en la zona. En el pasado, la economía era impulsada por las industrias derivadas de la población de la construcción, el turismo y el comercio minorista. Se ha producido cierta diversificación, ya que la ciudad tiene ahora una base industrial formada por industrias marinas, de educación, comunicación y tecnología de la información, alimentos, turismo, creatividad, medio ambiente y deportes. 
El Consejo de la Ciudad de Gold Coast ha identificado estas nueve industrias como las industrias clave para lograr la prosperidad económica de la ciudad. La tasa de desempleo de Gold Coast (5,6 por ciento) está por debajo del nivel nacional (5,9 por ciento). [44] La declaración de Southport como el distrito central de negocios de Gold Coast (CDB) y un Área de Desarrollo Prioritario (PDA), así como una nueva inversión en el CDB, está impulsando un cambio transformador y creando nuevas oportunidades de negocios e inversión.

## Turismo
Alrededor de 10 millones de turistas visitan Gold Coast cada año, siendo 849,114 visitantes internacionales y 3,468,000 visitantes nacionales y 5,366,000 visitantes de excursiones de un día. El turismo es la industria más grande de la región ya que aporta directamente más de $ 4.4 mil millones a la economía de la ciudad cada año y da cuenta directa de uno de cada cuatro empleos en la ciudad. Hay aproximadamente 65,000 camas de playa, 100,000 hectáreas de reserva natural, 500 restaurantes, 40 campos de golf y cinco parques temáticos principales en la ciudad. Se han planteado varias perspectivas y propuestas para incluso más parques temáticos.
Desde la apertura de la que era la torre residencial más alta del mundo en 2005 (ahora es la quinta más alta), el Q1 edificio ha sido un destino para turistas y locales por igual. Es el segundo punto de observación pública más alto en el hemisferio sur después de la Torre Eureka en Melbourne. La plataforma de observación en el nivel 77 es la más alta de su tipo en Queensland y ofrece vistas en todas las direcciones, desde Brisbane a Byron Bay, Nueva Gales del Sur. Se eleva sobre el horizonte de Surfers Paradise, con la plataforma de observación de 230 metros (755 pies) de altura, y la aguja se extiende casi otros cien metros hacia arriba. En total, el Q1 tiene una altura de 322,5 metros (1058 pies). Otra atracción turística famosa son las Surfers Paradise Meter Maids, instituidas en 1965 para dar un giro positivo a las nuevas normas de estacionamiento. Para evitar que se emitan boletos para el estacionamiento vencido, las Doncellas de medidores colocan monedas en el medidor y dejan una tarjeta de visita debajo del limpiaparabrisas del vehículo. Las criadas siguen siendo parte de la cultura de Surfers Paradise, pero el esquema ahora es administrado por empresas privadas.

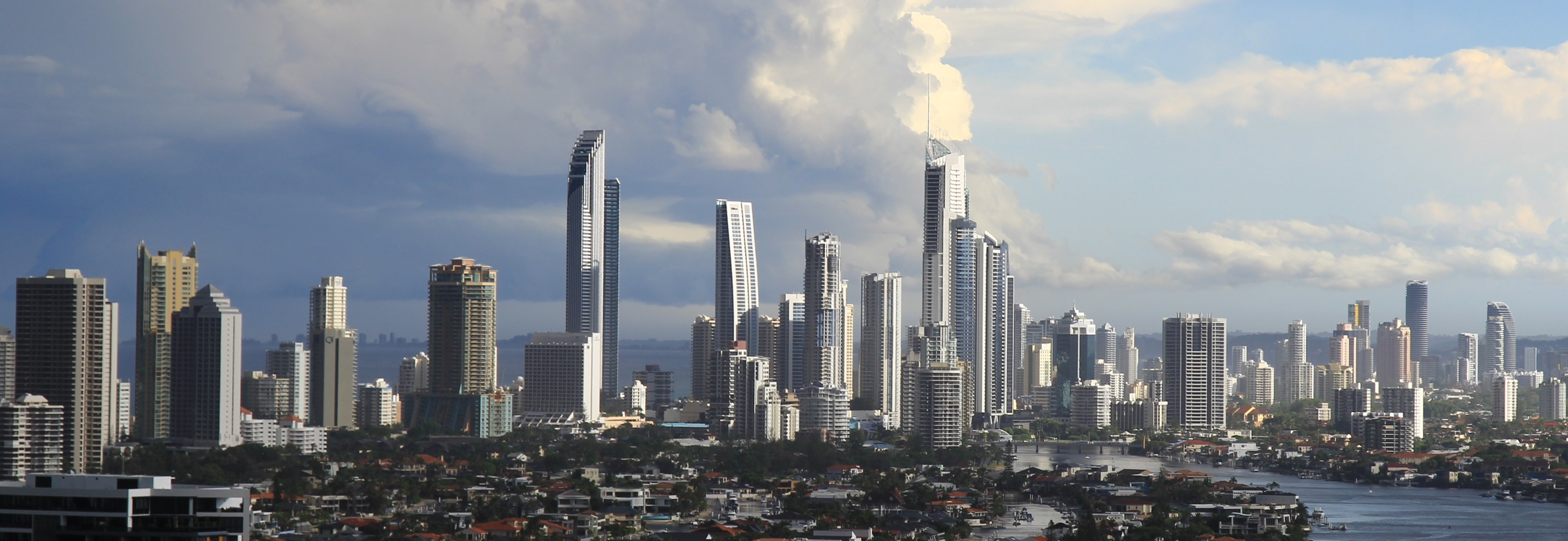
El horizonte de Gold Coast y la costa hacia Burleigh Heads, Queensland.

### Playas
Gold Coast tiene varias playas a lo largo de la ciudad, las cuales son.

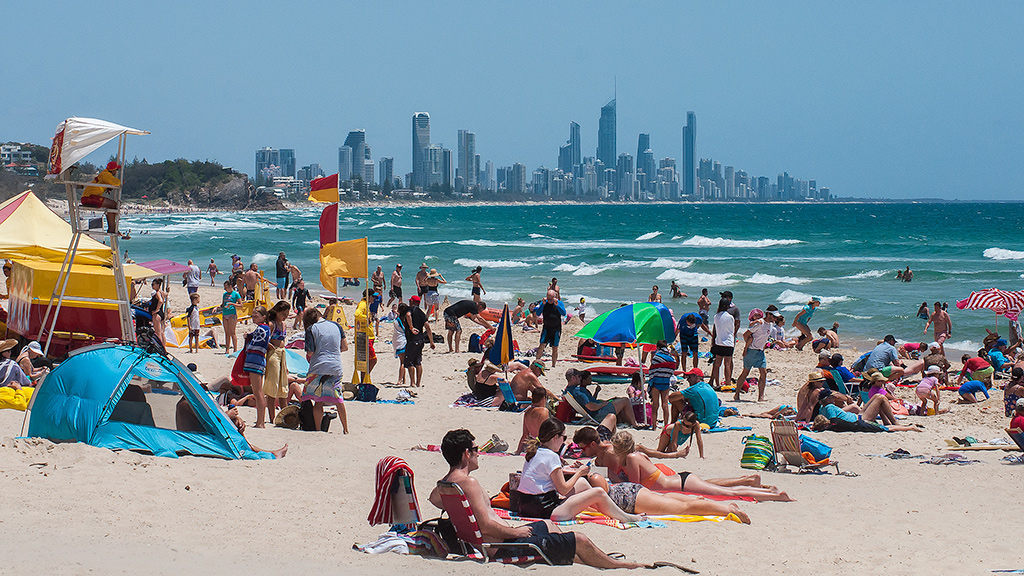
Playa de Burleigh Heads y Surfers Paradise visible en el horizonte.

- Bilinga
- Broadbeach
- Burleigh Heads
- Coolangatta
- Couran Cove
- Currumbin
- GreenmountPlaya de Burleigh Heads y Surfers Paradise visible en el horizonte.
- Kirra
- Kurrawa
- Main Beach
- Mermaid Beach
- Miami
- Narrowneck
- Nobby Beach
- North Burleigh
- Norte Kirra
- Palm Beach
- Rainbow Bay
- Tallebudgera
- Tugun
- Surfers Paradise

## Filmografía
Gold Coast es el principal centro de producción cinematográfica en Queensland y ha representado el 75% de toda la producción cinematográfica desde la década de 1990, con un gasto de alrededor de $ 150 millones por año. Gold Coast es el tercer centro de producción cinematográfica más grande de Australia, detrás de Sídney y Melbourne.
Es el sitio de filmación de las principales películas, como Scooby Doo (2002), House of Wax (2005), Superman Returns (2006), Unbroken (2014), The Inbetweeners 2 (2014), San Andreas (2015) Pirates of the Caribbean: Dead Men Tell No Tales (2017), Kong: Skull Island (2017), Thor: Ragnarok (2017), Pacific Rim Uprising (2018), Aquaman (2018), Dora the Explorer (2019) y Godzilla vs. Kong (2020). 
Los estudios Village Roadshow se encuentran junto al parque temático Warner Bros Movie World en Oxenford. Los estudios constan de ocho etapas de sonido, oficinas de producción, salas de edición, vestuario, talleres de construcción, tanques de agua y comisarios. Estas etapas de sonido varían en tamaño y tienen una superficie total de 10,844 metros cuadrados, lo que convierte a Warner Roadshow Studio en uno de los lotes de estudio más grandes del hemisferio sur. El Gobierno de Queensland apoya activamente la industria de producción de cine y televisión en Queensland y proporciona Asistencia financiera y financiera a través de la Comisión de Cine y Televisión del Pacífico.

## Infraestructura

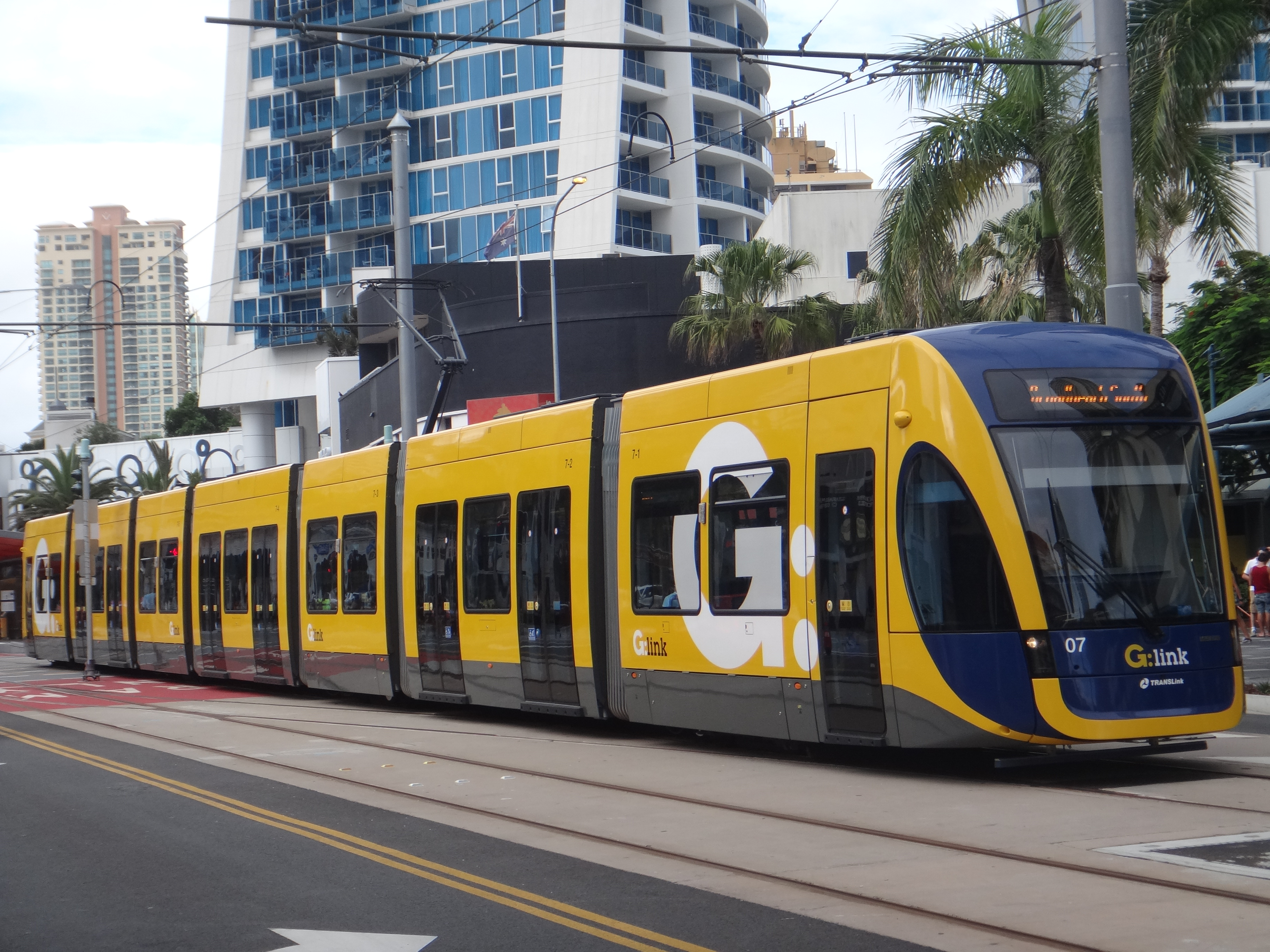
G:link.

### Transporte
El automóvil es el modo de transporte dominante en la Costa Dorada, con más del 70% de las personas que lo utilizan como su único modo de viajar al trabajo. [62] La Costa Dorada tiene una extensa red de caminos arteriales que unen los suburbios costeros con los suburbios del interior. En los últimos años, los gobiernos locales y estatales han invertido dinero en infraestructura de transporte en la Costa de Oro para combatir la creciente congestión en muchas de las carreteras de la ciudad. La Costa Dorada tiene una extensa red de transporte público que incluye autobuses, tren pesado y el nuevo tren ligero para ir al trabajo, visitar atracciones y viajar a otros destinos.

#### Carreteras
Una serie de carreteras principales conectan la Costa Dorada con Brisbane, Nueva Gales del Sur y las áreas circundantes. La autopista del Pacífico (M1) es la principal autopista en el área. Comenzando en la Autopista Logan (M6) en Brisbane, viaja a través de la región interior de Gold Coast y se conecta con la Carretera del Pacífico en la frontera de Nueva Gales del Sur / Queensland cerca de Tweed Heads. Antes de que se completara el desvío de Tugun en 2008, la autopista terminó en Tugun. La Gold Coast Highway brinda servicios a los suburbios costeros de Gold Coast, incluidos Surfers Paradise, Southport y Burleigh Heads. Comenzando en la autopista del Pacífico en Tweed Heads, corre paralela a la costa hasta que llega a Labrador, donde se vuelve tierra adentro para encontrarse nuevamente con la autopista del Pacífico en Helensvale. Otras carreteras arteriales incluyen la Autopista Smith Street, que conecta Southport, el CBD de Gold Coast con la M1 en Parkwood. Otras carreteras importantes incluyen Reedy Creek Road, Nerang – Broadbeach Road, Robina Parkway y Southport – Burleigh Road.

#### Tren ligero
El servicio de tren ligero de Gold Coast se llama G: link, una línea de 20 km entre Helensvale y Broadbeach que también conecta los centros de actividades clave de Southport y Surfers Paradise. El enlace G: se abrió en 2014 entre Broadbeach y Southport, con una extensión a Helensvale completada en 2017 en preparación para los Juegos de la Commonwealth de 2018.

#### Aeropuerto
El Aeropuerto de Gold Coast es un aeropuerto interno en Australia, ubicado en los suburbios de Coolangatta, Queensland. El aeropuerto sirve cerca de cinco millones de pasajeros por año. Se ha previsto la construcción de una estación de tren en el aeropuerto cuando se extienda la línea de Gold Coast. Esta línea interconectará por tren este aeropuerto con el Aeropuerto de Brisbane.

## Instituciones de educación
- Universidad de Bond
- Universidad del Centro de Queensland
- Instituto de la Costa Dorada TAFE
- Universidad de Griffith

## Ciudades hermanadas
La ciudad cuenta con 9 hermanamientos oficiales.
- Fort Lauderdale, Estados Unidos (1980)
- Tainan, República de China (1982)
- Taipéi, República de China (1982)
- Kanagawa, Japón (1990)
- Numea, Nueva Caledonia (1992)
- Takasu, Japón (1995)
- Beihai, China (1997)
- Dubái, Emiratos Árabes Unidos (2001)
- Zhuhai, China (2012)